# Рибера-Баха-дель-Хениль
Рибера-Баха-дель-Хениль (исп. Ribera Baja del Genil)  — район (комарка) в Испании, входит в провинцию Гранада в составе автономного сообщества Андалусия.

## Муниципалитеты
| Муниципалитет        | Население | Площадь км² | Плотность населения чел./км² |
| -------------------- | --------- | ----------- | ---------------------------- |
| Уэтор-Тахар          | 9.467     | 40          | 236,67                       |
| Мораледа-де-Сафайона | 3.093     | 48          | 64,44                        |
| Салар                | 2.803     | 86          | 32,59                        |
| Вильянуэва-Месиа     | 2.174     | 11          | 197,64                       |